# Bój pod Ozorkowem
Bój pod Ozorkowem – walki Grupy Operacyjnej Kawalerii gen. Grzmota-Skotnickiego i 25 Dywizji Piechoty  gen. Franciszka Altera w kampanii wrześniowej; część bitwy nad Bzurą (I faza).

## Sytuacja ogólna
5 września Naczelny Wódz zarządził ogólny odwrót wojsk polskich na linię Narwi, Wisły i Sanu. Późnym wieczorem 6 września związki taktyczne Armii „Poznań” rozpoczęły odwrót w kierunku Warszawy. Obawiano się, że niemieckie dywizje zmotoryzowane szybciej osiągną linię Wisły i zablokują wojska Armii „Poznań” i Armii „Pomorze” na zachód od rzeki. 9 września rozpoczęła się największa bitwa kampanii wrześniowej – bitwa nad Bzurą. W jej pierwszej fazie jednostki polskie zaatakowały z powodzeniem maszerującą wzdłuż prawego brzegu Bzury niemiecką 30 Dywizję Piechoty.

Grupa Operacyjna gen. Knolla-Kownackiego uderzyła na kierunku wiodącym przez Krośniewice do Brzezin. Jej 25 Dywizja Piechoty miała opanować Łęczycę, a następnie wyjść w rejon Ozorkowa.
Działająca na prawym skrzydle 25 Dywizji Piechoty Grupa Operacyjna  Kawalerii gen. Grzmota-Skotnickiego w tym samym czasie rozpoczęła natarcie na Uniejów, Wartkowice i Parzęczew.

## Działania Pomorskiej BK

Bitwa nad Bzurą (11 września)

O świcie 11 września 8 pułk strzelców konnych płk. dypl. Jerzego Jastrzębskiego i 2 pułk szwoleżerów  rokitniańskich ppłk. Tadeusza Łękawskiego wspierane przez dwie baterie 11 dywizjonu artylerii konnej ruszyły do natarcia z Parzęczewa w kierunku na Chociszew – Orłą. Pułki, obchodząc od południa wzgórze 181 Bibianów, maszerowały szybko naprzód. Przed Chociszewem na polskich kawalerzystów uderzył odwód niemieckiej 17 Dywizji Piechoty. Kontratak został załamany między innymi ogniem „na wprost” dwu baterii konnych, a Polacy w dalszych działaniach przekroczyli tor kolejowy z Kutna do Łodzi, wychodząc na tyły pododdziałów niemieckich walczących na północ od Ozorkowa. Szwadron kolarzy 2 pszwol rtm. Stanisława Stryjewskiego opanował Orłą.
Generał Stanisław Grzmot-Skotnicki nie zdecydował się jednak wykorzystać powodzenia i nie wprowadził na tym kierunku skoncentrowanej w rejonie Ignacewa Parzęczewskiego Podolskiej Brygady Kawalerii.
Niemcy kolejny kontratak wyprowadzili pododdziałem pancernym. Został on także odparty. Ściągnięty do Parzęczewa dowódca 7 batalionu strzelców mjr Józef Szul zameldował o pojawieniu się z kierunku Poddębic oddziałów niemieckiej 221 Dywizji Piechoty. Druga kompania batalionu opóźniała nieprzyjaciela w rejonie Gostkowa. Generał Skotnicki wydał rozkaz powrotu całego batalionu i zamknięcia kierunku na Łęczycę.
Major Szul przed zmierzchem 11 września zorganizował pod Białą Górą obronę okrakiem na szosie. Na związanego w ten sposób czołowo nieprzyjaciela miała uderzyć Podolska Brygada Kawalerii swoim 9 pułkiem ułanów ppłk. dypl. Klemensa Rudnickiego. W tym czasie dowódca Armii „Poznań” gen. Tadeusz Kutrzeba polecił grupie kawalerii odrzucić Niemców na zachód.
O 8.00 ruszyło natarcie batalionu strzelców wsparte ogniem 3/67 dywizjonu artylerii lekkiej por. Jana Szantyra. Strzelcy zdobyli Białą Górę, rozbijając przy tym pododdziały niemieckiego 375 pułku piechoty. Natarcie 6. i 14. pułku ułanów Podolskiej BK oraz kawalerii dywizyjnej 25 Dywizji Piechoty od północy na Janków i Krzepocin II odrzuciło Niemców na zachód, a szosa Gostków – Łęczyca znalazła się w rękach polskich.

## Walki 25 Dywizji Piechoty

Bitwa nad Bzurą (12 września)

Po całodziennych zaciętych walkach toczonych 11 września sztab 25 Dywizji Piechoty  gen. Franciszka Altera w dalszym ciągu nie miał pełnego obrazu sił nieprzyjaciela broniących się przed frontem dywizji. Faktycznie opór polskiej dywizji stawiał 21. i 55 pułk piechoty niemieckiej 17 DP. 
W nocy z 11 na 12 września  gen. Alter otrzymał rozkaz kontynuowania natarcia na Ozorków i opanowania wzgórz na południe od miasta.
Natarcie na południe miało być kontynuowane na kierunku:
- Czerchów – dwór Sokolniki – południowe wyjścia z lasu Miasto Ogród Sokolniki przez 56 pułk piechoty wzmocnionym II/25 pułku artylerii lekkiej;
- Ostrów – Bugaj – Helenów przez 60 pułk piechoty z I/25 pal oraz 9 batalion strzelców;
- w  odwodzie, w rejonie Lubień – Tkaczew znajdował się 29 pułk piechoty z III/25 pal w gotowości do działania na kierunku 60 pp lub współdziałania z kawalerią gen. Grzmota-Skotnickiego[10].

Przygotowujący się do działania 60 pułk piechoty z 9 bs zaatakowany został przez niemiecki 55 pułk piechoty. Niemiecki pułk zajął opuszczony przez 7 kompanię folwark Wróblew i dążył do opanowania Solcy Wielkiej. Dowódca 60 pułku zameldował: Oddziały na tym odcinku nie są zdolne do dalszych przeciwuderzeń. Pod silnym naporem nieprzyjaciela będą zmuszone odchodzić.
Po południu ppłk Marian Frydrych podjął jednak wysiłek, aby zdobyć folwark Wróblew. Do ataku ruszył I/60 pp, ale bez powodzenia. Zginął jego dowódca mjr Aleksander Fiszer. Folwark zdobyto dopiero około 18.00, kiedy to pododdziały 60 pp wsparł odwodowy I/29 pp mjr Stanisława Szczygła i 3/25 pal por. Jerzego Komorowskiego. Wysłane na przedpole patrole dotarły aż do stacji kolejowej Ozorków i przedmieść miasta.
Rano bój o dwór Ostrów rozpoczął 9 batalion strzelców mjr. Mieczysława Ostrowskiego wspierany ogniem 9/25 pal por. Wacława Obszyńskiego. O 6.30 jego kompania zajęła dwór, ale reszta batalionu pozostała daleko w tyle. Obawiając się odcięcia kompanii, dowódca batalionu nakazał jej wycofać się. W południe batalion zaatakował ponownie, po raz drugi w tym dniu zajął dwór Ostrów i zorganizował obronę w lasku na południe od dworu i tu odpierał kontrataki. Wieczorem straty w ludziach i materiałowe były tak duże, że jego dowódca prosił o zluzowanie.
56 pułk piechoty wspierany II/25 pal około 15.00 osiągnął las Miasto Ogród Sokolniki. Wkrótce potem jego II batalion wyrzucił z Maszkowic 2 batalion niemieckiego 95 pp, a wysłane patrole wtargnęły na wschodnie przedmieścia Ozorkowa. O zmroku pułk, wyczerpany kilkudniową walką, przeszedł do obrony.
29 pułk piechoty z III/25 pal stał w odwodzie w rejonie Lubień – Tkaczew. Po południu jego I batalion i gros III/25 pal wzmocniły natarcie 60 pp na Ozorków.
Po południu dowódca dywizji gen. Alter poinformowany został o nowej koncepcji wykorzystania 25 Dywizji Piechoty. Miała ona przejść do odwodu i ugrupowana schodami w prawo za 17 DP. W trakcie przygotowań do nowej roli dywizji, o 21.00 nadszedł zaskakujący rozkaz przerwania natarcia i wycofania wojsk na północny brzeg Bzury.